# Хенинг II фон Венкщерн
Хенинг II фон Венкщерн (на немски: Henning II. von Wenckstern; † 1490) е благородник от род Венкщерн от Мекленбург, господар в замък Венкенщернбург в Ленцен и в Ленцервише в Бранденбург.
Той е син на Йоахим фон Венкщерн († пр. 1490) и съпругата му Луция фон Тресков. По друг източник той е син на Ханс II фон Венкщерн.
Брат е на Куно фон Венкщерн († пр. 1523), женен за Анна фон Бредов, и на Клара (Луция) фон Венкщерн, омъжена за Хайнрих (Херман) фон Мелтцинг († сл. 1546).

## Фамилия
Хенинг II фон Венкщерн се жени за Елза фон Белин (* ок. 1450), дъщеря на Куно фон Белин и Еделгард (Оелгард). Те имат децата:
- Катарина фон Венкщерн-Ленцервиш (* ок. 1470; † сл. 1493), омъжена за Ото V фон Блументал (* 1435 – 1440), син на Матиас II фон Блументал († сл. 1450)
- Ханс фон Венкщерн (* ок. 1460; † пр. 1529), женен пр. 1529 г. за Илза фон Бодендик, дъщеря на Лудолф фон Бодендик († пр. 1482) и Илза фон Бартенслебен; имат дъщеря:
  - Хиполита фон Венкщерн, омъжена ок. 1521 за Бервард Шенк фон Дьонщедт († ок. 1544)
- Хайнрих (Куно) фон Венкщерн (* ок. 1491; † 1533), женен за Анна фон Бредов; имат дъщеря :
  - Анна Содия фон Венкщерн (* ок. 1517; † 26 април 1579, Кревезе), омъжена юни 1538 г. юни 1538 г. в Ленцервише за Фридрих 'Пермутатор' фон Бисмарк (1513 – 1589)
- Куно фон Венкщерн (* ок. 1490; † 1533), женен за София фон Ресторф; имат син:
  - Хенинг фон Венкщерн († 1552), женен за Анна фон Бодендорф; имат дъщеря
- дъщеря